# Eugene
Eugene – miasto w Stanach Zjednoczonych, drugie co do wielkości miasto stanu Oregon oraz siedziba administracyjna hrabstwa Lane nad rzeką Willamette, około 50 kilometrów od wybrzeży Oceanu Spokojnego. Według spisu powszechnego z 2010 roku miasto liczyło 156 185 mieszkańców, podczas gdy cały obszar aglomeracyjny, 351 715 mieszkańców.
Miasto założył w 1846 amerykański osiedleniec, Eugene Skinner.
W Eugene siedzibę ma University of Oregon. Miasto znane jest ze swoich walorów przyrodniczych, działalności artystycznej i politycznej. Slogan miasta można przetłumaczyć jako „Wspaniałe miasto dla sztuki i rekreacji” (ang. A Great City for the Arts and Outdoors.). Często mówi się o nim jako o „Szmaragdowym mieście” (ang. „Emerald City”). W Eugene swoją działalność rozpoczynała korporacja Nike.
W mieście rozwinął się przemysł drzewny oraz spożywczy. W mieście funkcjonuje port lotniczy Eugene.

## Miasta partnerskie
- Katmandu, Nepal
- Irkuck, Rosja
- Kakegawa, Japonia
- Chinju, Korea Południowa